# Sivrihisar (district)
Sivrihisar is een Turks district in de provincie Eskişehir en telt 25.406 inwoners (2007). Het district heeft een oppervlakte van 2546,7 km². Hoofdplaats is Sivrihisar.
De bevolkingsontwikkeling van het district is weergegeven in onderstaande tabel.
| 1997   | 2000   | 2007   |
| ------ | ------ | ------ |
| 33.481 | 31.583 | 25.406 |